# Rhizoecus californicus
Rhizoecus californicus är en insektsart som beskrevs av Ferris 1953. Rhizoecus californicus ingår i släktet Rhizoecus och familjen ullsköldlöss. Inga underarter finns listade i Catalogue of Life.